# Tswana
Tswana (setswana: Batswana, ental: Motswana) er et folkeslag i det sydlige Afrika. Tswanaerne taler setswana, et bantu-sprog, som igen er en undergruppe af de niger-kordofanske sprog. Etniske tswanaer udgør omkring 80 % af befolkningen i Botswana.